# Ranunculus revellieri
Ranunculus revellieri Boreau – gatunek rośliny z rodziny jaskrowatych (Ranunculaceae Juss.). Występuje endemicznie we Francji – w paśmie górskim Massif des Maures oraz na Korsyce. 

## Morfologia
PokrójRoślina jednoroczna o wyprostowanych, rozgałęzionych pędach (są puste w środku). Dorasta do 10–30 cm wysokości. Korzenie są włókniste.
LiścieSą bezwłose. Liście odziomkowe mają nieco zaokrąglony lub lancetowaty kształt. Brzegi są karbowane lub całobrzegie. Osadzone są na długich ogonkach liściowych. Liście łodygowe mają liniowo lancetowaty kształt. Są prawie siedzące.
KwiatyDorastają do 5–6 mm średnicy. Płatki są mniejsze niż działki kielicha. Działki kielicha są owłosione. Dno kwiatowe jest nagie. Kwiaty osadzone są na długich szypułkach.
Owoceniełupki z bardzo krótkim dziobem.
Gatunki podobneRoślina jest podobna do gatunku R. ophioglossifolius, ale ma węższe liście o lancetowatym kształcie oraz mniejsze kwiaty (płatki są krótsze od działek kielicha).

## Biologia i ekologia
Rośnie przy tymczasowych stawach. Występuje na wysokości do 1000 m n.p.m. Kwitnie od kwietnia do maja. Preferuje stanowiska w pełnym nasłonecznieniu. Dobrze rośnie na glebach o lekko kwaśnym odczynie. 

## Zmienność
W obrębie tego gatunku oprócz podgatunku nominatywnego wyróżniono jeden podgatunek:
- Ranunculus revellieri subsp. rodiei (Litard.) Tutin